# National Gallery of Art (Nigeria)
La NGA (National Gallery of Art) È un istituto culturale nazionale nigeriano con sede ad Abuja, capitale federale della Nigeria. 
La NGA ha inoltre diverse filiali in sei zone geopolitiche del Paese. 
Istituita dal Decreto N. 86 del 1993 in adempimento a una disposizione appartenente alla politica culturale nigeriana che stabilisce la legittimità all'istituzione di gallerie d'arte con finalità di promozione e presentazione dell'arte visiva in Nigeria. Tale decreto deriva dal documento UNESCO per il Decennio Mondiale per lo Sviluppo Culturale (World Decade for Cultural Development - WDCD). 
NGA è responsabile della raccolta, la conservazione, la documentazione e la promozione dell'arte contemporanea nigeriana. Particolare attenzione viene posta alla formazione e valorizzazione artistica dei giovani artisti ai quali vengono offerti numerosi seminari volti ad offrire condizioni di lavoro ideali per la ricerca e lo sviluppo del loro lavoro. Attualmente questi seminari si trovano nelle città di Lagos, Umuahia, Oshogbo, Minna, Uyo, Igbo-Ukwu, Lafia e Port Harcourt. 
Il direttore generale in carica è Abdullahi Muku, molto attivo anche nella promozione e tutela delle leggi sul copyright per quanto riguarda la produzione artistica.

## Dipartimenti
- Sezione Curatoriale
- Ricerca e Sviluppo
- Finanziamenti e Account
- Amministrazione e Personale per lo Sviluppo

## Esposizioni
NGA oltre alla collezione permanente che offre una panoramica trasversale dell'arte del Paese, organizza anche mostre temporanee. 
La collezione permanente trova sede presso la National Gallery of Modern Art) di Lagos. 
L'istituto inoltre contribuisce finanziariamente alla realizzazione di mostre, personali e collettive, di artisti nigeriani, offrendo anche servizi di supporto tecnico e professionale.
Tra le mostre più importanti presentate presso la NGA:
- 1999 Nationalism and Democracy in Nigeria to mark Nigeria's 38th Independence Anniversary, Abuya
- 1995 Legacy of Leadership: The Lives and Times of Some of Nigeria's Great Leaders to mark Nigeria's 35th Independence Anniversary, Abuya
- 1993 Indelible Prints: Works of Late Prof. Ben Enwonwu, Lagos